# Евангелие от Никодима
Евангелие от Никодима — одно из апокрифических евангелий, авторство которого приписывается новозаветному тайному последователю Иисуса Христа Никодиму.

## История создания
Время создания «Евангелия Никодима» точно неизвестно, предположительно датируется IV—V веками, хотя некоторые элементы относятся к апостольским временам. Основные идеи апокрифа сформировались не позднее III века.
Предполагаемый ранними христианами первоисточник текста приписывался Никодиму, ученику Иисуса Христа, отсюда название текста, которое он получил не ранее XIII века — «Евангелие от Никодима». Предполагается, что апокриф был изначально написан на греческом языке.
Автором апокрифа, возможно, был эллинизированный иудей, обращённый в христианство.
Издание «Евангелия Никодима» было сделано в составе других апокрифов К. де Тишендорфом в середине XIX века. При этом он относил создание этого апокрифа ко II веку.

## Содержание
«Евангелие от Никодима» состоит из основной части, которая называется «Деяния Пилата» («Акты Пилата», лат. Acta Pilati, греч. Πράξεις Πιλάτου), и состоит в свою очередь из двух частей, и приложения к ней — «Сошествие во ад».
Первая часть «Деяний Пилата» (главы 1—11) описывает суд Пилата над Иисусом Христом, Его смерть и погребение (основано на 23-й главе Евангелия от Луки), вторая часть (главы 12—16) — о воскресении Иисуса.
В прологе к первой части указывается, что текст «Деяний Пилата» написал Анания, человек из преторианского чина, на греческом языке в 425 году. Это то, что записал Никодим в I веке и передал иудеям.
Третья часть «Сошествие во ад» (главы 17—27) описывает сошествие Иисуса во ад, сокрушение его врат и исход в рай из адских глубин всех ветхозаветных праведников, включая прародителей Адама и Еву. Также приводится рассказ о вхождении в рай раньше всех праведников разбойника Дисмаса, который, будучи распятым рядом с Христом, покаялся и попросил Иисуса помянуть его в Царстве Божием.
Рассказ «Сошествие во ад» строится как рассказ двух братьев, согласно тексту апокрифа, сыновей Симеона Богоприимца (в латинской версии их имена названы как Карин и Левкий, в греческом варианте они безымянны).
Согласно ЭСБЕ, «Акты Пилата» — ложное известие (донесение), которое будто послал римский прокуратор Иудеи наместник Понтий Пилат императору Тиберию об осуждении и смерти Иисуса Христа.

## Значение
Евангелие от Никодима содержит большинство евангельских перикоп, вошедших в канонические евангелия.  Подбор таких эпизодов образует содержание, соответствующее переходу от иудейского мессианизм к эллинистической синкретической сотериологии рубежной эпохи, связанный с интересом к индивидуальному спасению от небытия, а не общего для иудеев пересоздания  царства Израиля, как это было у исторического Исуса. Отличия от канонических евангелий лишь в том, что синоптические тексты составлялись на основе повествования от Марка, написанный как история жизни Исуса. Хотя Никодимов текст уже тоже имеет характер нарратива, в отличии от более ранних флорелегий Матфея (утерянные), Филиппа и Фомы. Таким образом, тексты об Исусе развивался от записей его, или приписываемых ему, речений к повествованию о его деяниях. На финальном этапе произошло их слияние в синтез, которым являются канонические евангелия, что ставит под сомнение общепринятую новозаветную хронологию создания евангелий.
Данный апокриф оказал огромное влияние на формирование и систематизацию церковного учения по вопросу смерти Христа, его сошествия во ад и Воскресения, а также на иконографию этих событий. Вторая часть этого произведения считается литературным источником православной иконы Воскресения Христова.
Выдержки из него встречаются в сочинениях как раннехристианских богословов, так и у Отцов Церкви (например, у Иоанна Златоуста).

### Некоторые произведения по мотивам
- Urstende — стихотворение Конрада фон Геймесфурта, XIII век.

## Сохранившиеся списки
Наиболее древним сохранившимся текстом апокрифа является латинский текст в редакции «A», который датируется V веком. Он не содержал сказание о Сошествии во ад, которое добавляется к этой версии в списках XII века. Однако предполагается, что оно было прибавлено до X века, но эти рукописи не сохранились. Греческий вариант «А» содержит лишь «Акты Пилата» — сказание о Сошествии во ад в нем отсутствует. Он дошёл до настоящего времени в 15 манускриптах, самый древний из которых относится к XII веку.
Латинский текст в редакции «В», содержащий «Сошествие во ад», представлен в рукописях XII—XV веков. Греческий вариант «В» представлен в 30 рукописях, самая древняя из которых относится к XIV веку. Несмотря на то, что латинский вариант сказания о Сошествии дошёл до настоящего времени в более ранних рукописях, считается, что греческий текст является первоначальным, и потом уже был сделан перевод на латынь.
Текст Евангелия от Никодима послужил одной из сюжетных основ «Романа о Граале» Робера де Борона (XIII век), а также сборников «Золотая легенда» и «Страсти Христовы».